# Populicultura
La populicultura (del latín populus, chopo, y cultura, cultivo) es el cultivo del chopo (populus). 
El chopo es uno de los árboles que tradicionalmente más se ha cultivado en Europa para obtener madera. Los cultivos prácticamente no se cuidaban y la madera obtenida era de baja calidad. En la actualidad, desde la producción de plantones hasta la corta de la madera, el proceso se realiza con las mayores garantías de calidad. El objetivo de las plantaciones es obtener fustes rectos, sin nudos ni ramas hasta una altura aproximada de 6 a 8 metros de altura. Los troncos así obtenidos son materia prima para la industria del desenrollo, obteniendo chapa de madera de alta calidad. Esta chapa se utiliza posteriormente en la elaboración de cajas para fruta, cajas para envases individuales de vino, tablero contrachapado o palillos entre otras aplicaciones.